# سیارک ۷۷۲۷
سیارک ۷۷۲۷ (به انگلیسی: 7727 Chepurova، نامگذاری:1975EA3) هفت هزار و هفتصد و بیست و هفتمین سیارک کشف شده‌است که در ۸ مارس ۱۹۷۵ کشف شد.
قدر مطلق سیارک برابر ۱۳٫۵ است.